# Liste der Baudenkmale in Neu Wulmstorf
In der Liste der Baudenkmale in Neu Wulmstorf sind alle Baudenkmale der niedersächsischen Gemeinde Neu Wulmstorf aufgelistet. Die Quelle der Baudenkmale ist der Denkmalatlas Niedersachsen. Der Stand der Liste ist der 28. Oktober 2020.

## Allgemein
In den Spalten befinden sich folgende Informationen:
- Lage: die Adresse des Baudenkmales und die geographischen Koordinaten. Kartenansicht, um Koordinaten zu setzen. In der Kartenansicht sind Baudenkmale ohne Koordinaten mit einem roten Marker dargestellt und können in der Karte gesetzt werden. Baudenkmale ohne Bild sind mit einem blauen Marker gekennzeichnet, Baudenkmale mit Bild mit einem grünen Marker.
- Bezeichnung: Bezeichnung des Baudenkmales
- Beschreibung: die Beschreibung des Baudenkmales. Unter § 3 Abs. 2 NDSchG werden Einzeldenkmale und unter § 3 Abs. 3 NDSchG Gruppen baulicher Anlagen und deren Bestandteile ausgewiesen.
- ID: die Objekt-ID des Baudenkmales
- Bild: ein Bild des Baudenkmales, ggf. zusätzlich mit einem Link zu weiteren Fotos des Baudenkmals im Medienarchiv Wikimedia Commons. Wenn man auf das Kamerasymbol klickt, können Fotos zu Baudenkmalen aus dieser Liste hochgeladen werden:

## Wulmstorf

### Einzelbaudenkmale
| Lage                                   | Bezeichnung              | Beschreibung | ID       | Bild |
| -------------------------------------- | ------------------------ | --- | -------- | ---- |
| Teichweg 6 53° 26′ 35″ N, 9° 48′ 26″ O | Wohn-/Wirtschaftsgebäude | Langgestreckter Backsteinbau mit Satteldach. Mit Backsteinziersetzungen in Form von Lisenen, Gesimsen, Ortgangschmuck an beiden Giebelseiten. Errichtet 1915 (i). | 26946526 |      |

## Daerstorf

### Einzelbaudenkmale
| Lage                                            | Bezeichnung | Beschreibung | ID       | Bild |
| ----------------------------------------------- | ----------- | --- | -------- | ---- |
| Elstorfer Straße 57 53° 26′ 13″ N, 9° 48′ 19″ O | Wohnhaus    | Um 1900 erneuerter Wohnteil eines ehemaligen Wohn-/Wirtschaftsgebäudes. Langgestreckter eingeschossiger Bau mit Drempel und Halbwalmdach in Ziegeldeckung. Mit zweigeschossigem straßenseitigem außermittigem Risalit unter eigenem Krüppelwalmdach. Fassaden verputzt und aufwändig gegliedert durch Putzquaderung an den Gebäudeecken, Gesimse, Fenstereinfassungen und -verdachungen. Nach Süden ein eingeschossiger Anbau mit Balkon. | 26946511 |      |

## Elstorf

### Gruppe: Kirche und Kirchhof Lindenstraße
Die Gruppe „Kirche und Kirchhof Lindenstraße“ hat die ID 26969505.

| Lage                                     | Bezeichnung | Beschreibung | ID       | Bild           |
| ---------------------------------------- | ----------- | ------------ | -------- | -------------- |
| Lindenstraße 53° 25′ 28″ N, 9° 47′ 21″ O | Kirchhof    |              | 26946462 |                |
| Lindenstraße 53° 25′ 28″ N, 9° 47′ 21″ O | Glockenturm |              | 26946479 |                |
| Lindenstraße 53° 25′ 28″ N, 9° 47′ 21″ O | Kirche      |              | 26946495 | Weitere Bilder |

### Gruppe: Friedhof Mühlenstraße
Die Gruppe „Friedhof Mühlenstraße“ hat die ID 26969514.

| Lage                                     | Bezeichnung | Beschreibung | ID       | Bild |
| ---------------------------------------- | ----------- | ------------ | -------- | ---- |
| Mühlenstraße 53° 25′ 34″ N, 9° 47′ 30″ O | Friedhof    |              | 26946866 |      |
| Mühlenstraße 53° 25′ 35″ N, 9° 47′ 25″ O | Einfriedung |              | 26946898 |      |

### Einzelbaudenkmale
| Lage                                        | Bezeichnung    | Beschreibung | ID       | Bild |
| ------------------------------------------- | -------------- | ------------ | -------- | ---- |
| Lindenstraße 10 53° 25′ 27″ N, 9° 47′ 24″ O | Schule         |              | 26946431 |      |
| Lindenstraße 53° 25′ 34″ N, 9° 47′ 7″ O     | Kriegerdenkmal |              | 26946446 |      |

## Schwiederstorf

### Gruppe: Notbrunnen, Am Soodhof
Die Gruppe „Notbrunnen, Am Soodhof“ hat die ID 26969541.

| Lage                                   | Bezeichnung  | Beschreibung | ID       | Bild |
| -------------------------------------- | ------------ | ------------ | -------- | ---- |
| Am Soodhof 53° 25′ 21″ N, 9° 47′ 54″ O | Trockenmauer |              | 26946882 |      |
| Am Soodhof 53° 25′ 21″ N, 9° 47′ 54″ O | Notbrunnen   |              | 26946599 | BW   |

### Gruppe: Hofanlage Am Soodhof 1
Die Gruppe „Hofanlage Am Soodhof 1“ hat die ID 26969551.

| Lage                                     | Bezeichnung              | Beschreibung | ID       | Bild |
| ---------------------------------------- | ------------------------ | ------------ | -------- | ---- |
| Am Soodhof 1 53° 25′ 21″ N, 9° 47′ 58″ O | Wohn-/Wirtschaftsgebäude |              | 26946585 |      |
| Am Soodhof 1 53° 25′ 21″ N, 9° 47′ 59″ O | Schweinestall            |              | 26946571 |      |

### Einzelbaudenkmale
| Lage                                             | Bezeichnung     | Beschreibung | ID       | Bild           |
| ------------------------------------------------ | --------------- | --- | -------- | -------------- |
| Rosengartenstraße 53° 24′ 27″ N, 9° 49′ 36″ O    | Karlstein       | Ein eiszeitlicher Findling aus Granit in den Harburger Bergen etwa 1,75 km westlich vom Forstamt Rosengarten auf einer schmalen bewaldeten Anhöhe über einer steilen Geländerippe. Die Benennung erfolgte aufgrund einer Sage, die den Stein mit dem Frankenkönig Karl dem Großen in Verbindung bringt. | 26948230 | Weitere Bilder |
| Bei den Schafställen 53° 25′ 18″ N, 9° 48′ 4″ O  | Straßenpflaster | | 26946556 |                |
| Daerstorfer Straße 14 53° 25′ 32″ N, 9° 48′ 6″ O | Brunnen         | | 26946541 | BW             |

## Rade

### Gruppe: Feuerwehrhaus und -teich, Dorfstr.
Die Gruppe „Feuerwehrhaus und -teich, Dorfstr.“ hat die ID 26969532.

| Lage                                        | Bezeichnung    | Beschreibung | ID       | Bild |
| ------------------------------------------- | -------------- | ------------ | -------- | ---- |
| Alte Dorfstraße 53° 23′ 14″ N, 9° 47′ 37″ O | Feuerwehrhaus  |              | 26946817 |      |
| Alte Dorfstraße 53° 23′ 14″ N, 9° 47′ 38″ O | Schlauchwinde  |              | 26946785 | BW   |
| Alte Dorfstraße 53° 23′ 13″ N, 9° 47′ 39″ O | Feuerwehrteich |              | 26946801 |      |

### Einzelbaudenkmale
| Lage                                         | Bezeichnung | Beschreibung | ID       | Bild |
| -------------------------------------------- | ----------- | ------------ | -------- | ---- |
| Rader Kirchweg 8 53° 23′ 16″ N, 9° 47′ 34″ O | Bauernhaus  |              | 26946770 |      |

## Ohlenbüttel

### Gruppe: Hofanlage Haus Nr. 5
Die Gruppe „Hofanlage Haus Nr. 5“ hat die ID 26969523.

| Lage                                        | Bezeichnung              | Beschreibung         | ID       | Bild |
| ------------------------------------------- | ------------------------ | -------------------- | -------- | ---- |
| Rader Straße 11 53° 23′ 49″ N, 9° 46′ 41″ O | Wohn-/Wirtschaftsgebäude |                      | 26946848 |      |
| Rader Straße 11 53° 23′ 49″ N, 9° 46′ 41″ O | Hofeichen                |                      | 26946912 | BW   |
| Rader Straße 11 53° 23′ 49″ N, 9° 46′ 41″ O | Trockenmauer             | nicht mehr vorhanden | 26946930 | BW   |

## Rübke

### Einzelbaudenkmale
| Lage                                             | Bezeichnung              | Beschreibung | ID       | Bild |
| ------------------------------------------------ | ------------------------ | --- | -------- | ---- |
| Buxtehuder Straße 14 53° 29′ 30″ N, 9° 46′ 32″ O | Schweinestall            | | 26946755 |      |
| Buxtehuder Straße 38 53° 29′ 28″ N, 9° 46′ 13″ O | Nebengebäude             | | 26946740 |      |
| Buxtehuder Straße 92 53° 29′ 26″ N, 9° 45′ 22″ O | Wohn-/Wirtschaftsgebäude | Traufständiger Fachwerkbau mit Backsteinausfachung, unter Halbwalmdach in Ziegeldeckung, mit Uhlenloch. Straßenseitig eine Quereinfahrt, darüber ein breites, leicht vorkragendes Zwerchhaus. Gleichmäßiges, weiß gefasstes Fachwerk mit langen Querstreben. Errichtet im 19. Jahrhundert. | 26946710 |      |
| Buxtehuder Straße 104 53° 29′ 26″ N, 9° 45′ 1″ O | Arbeiterwohnhaus         | Giebelständiger eingeschossiger Backsteinbau unter Satteldach in Reetdeckung. Erbaut als Arbeiterwohnhaus Mitte des 19. Jahrhunderts. | 26946693 |      |
| Kurzer Weg 33 53° 29′ 37″ N, 9° 45′ 43″ O        | Bauernhaus               | | 26946678 |      |
| Nincoper Deich 33 53° 29′ 45″ N, 9° 46′ 44″ O    | Wohn-/Wirtschaftsgebäude | Giebelständiger eingeschossiger Fachwerkbau mit Satteldach in Reetdeckung. Fachwerk weiß gefasst, mit Eckstreben und Doppelständern. Errichtet um 1900, im Kern vielleicht älter. | 26946648 |      |